# Landkreis Havelland
Landkreis Havelland är ett län (Landkreis) i det tyska förbundslandet Brandenburg. Länet är uppkallat efter det historiska landskapet Havelland, vid floden Havel som flyter genom området.
Landkreis Havelland ligger norr om länet Potsdam-Mittelmark och städerna Brandenburg an der Havel och Potsdam, öster om förbundslandet Sachsen-Anhalt, söder om länen Ostprignitz-Ruppin och Oberhavel samt väster om Berlin. Huvudorten är Rathenow.

## Administrativ indelning
I förvaltningsrättslig mening finns i modern tid ingen skillnad mellan begreppet Stadt (stad) gentemot Gemeinde (kommun). Följande kommuner och städer ligger i Landkreis Havelland.

### Städer
| - Falkensee - Ketzin/Havel | - Nauen | - Premnitz | - Rathenow |

### Kommuner
| - Brieselang - Dallgow-Döberitz | - Milower Land | - Schönwalde-Glien | - Wustermark |

### Förvaltningsgemenskaper

#### Amt Friesack
| - Friesack (stad) - Mühlenberge | - Paulinenaue - Pessin | - Retzow | - Wiesenaue |

#### Amt Nennhausen
| - Kotzen | - Märkisch Luch | - Nennhausen | - Stechow-Ferchesar |

#### Amt Rhinow
| - Gollenberg - Grossderschau | - Havelaue - Klessen-Görne | - Rhinow | - Seeblick |